# Cyriel Buysse
Cyrillus Gustave Emile (Cyriel) Buysse (Nevele, 20 september 1859 – Afsnee, 25 juli 1932) was een Vlaams naturalistisch schrijver. Zijn bekendste roman is Het recht van de sterkste (1893) en zijn bekendste toneelstuk Het gezin van Pamel.

## Biografie

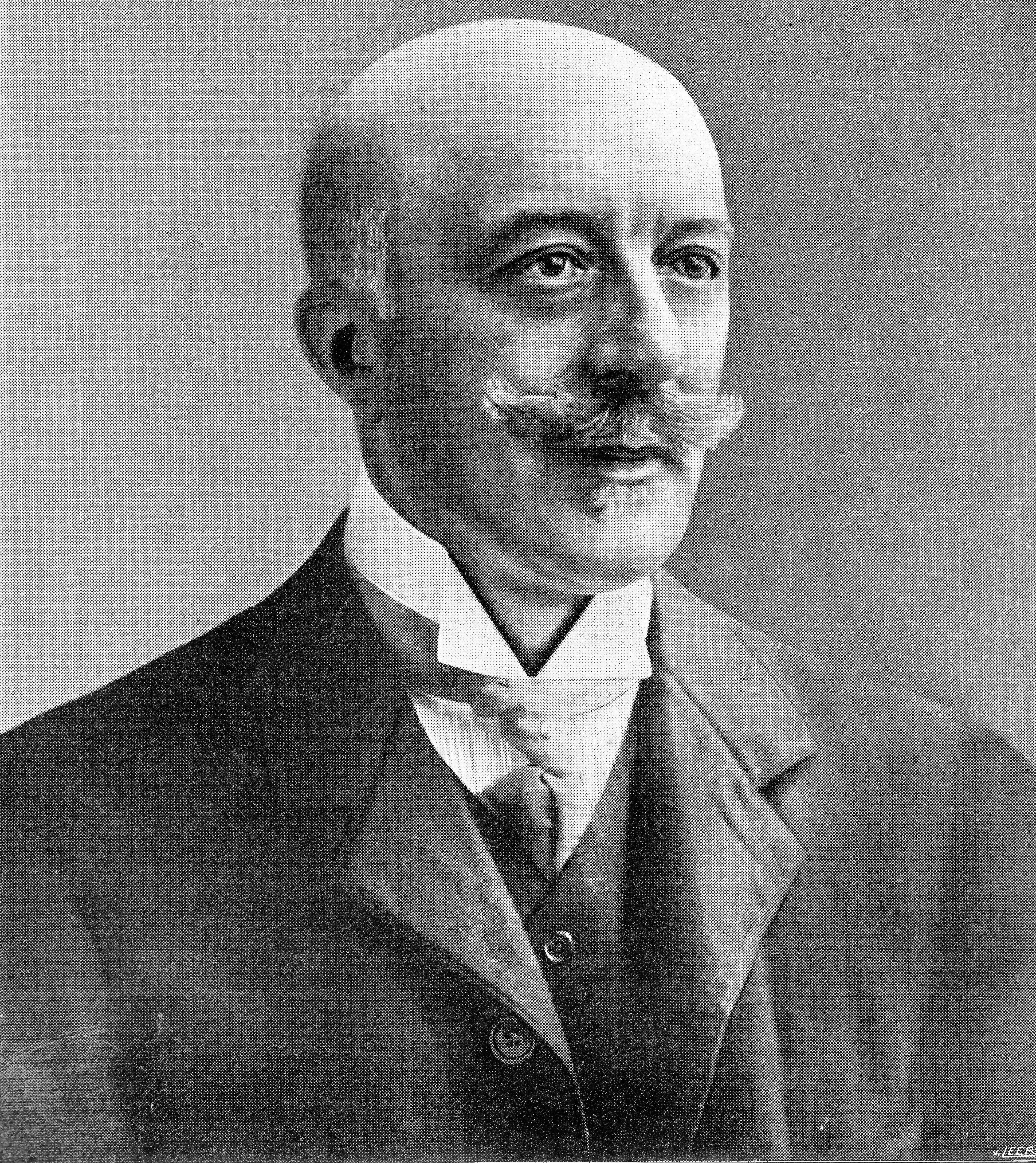
Cyriel Buysse

Buysse behoorde tot een familie uit de hogere Gentse burgerij. Zijn vader leidde een cichoreifabriek, die aan de familie behoorde. Zijn broer Arthur Buysse werd liberaal volksvertegenwoordiger. Rosalie en Virginie Loveling waren zijn tantes.

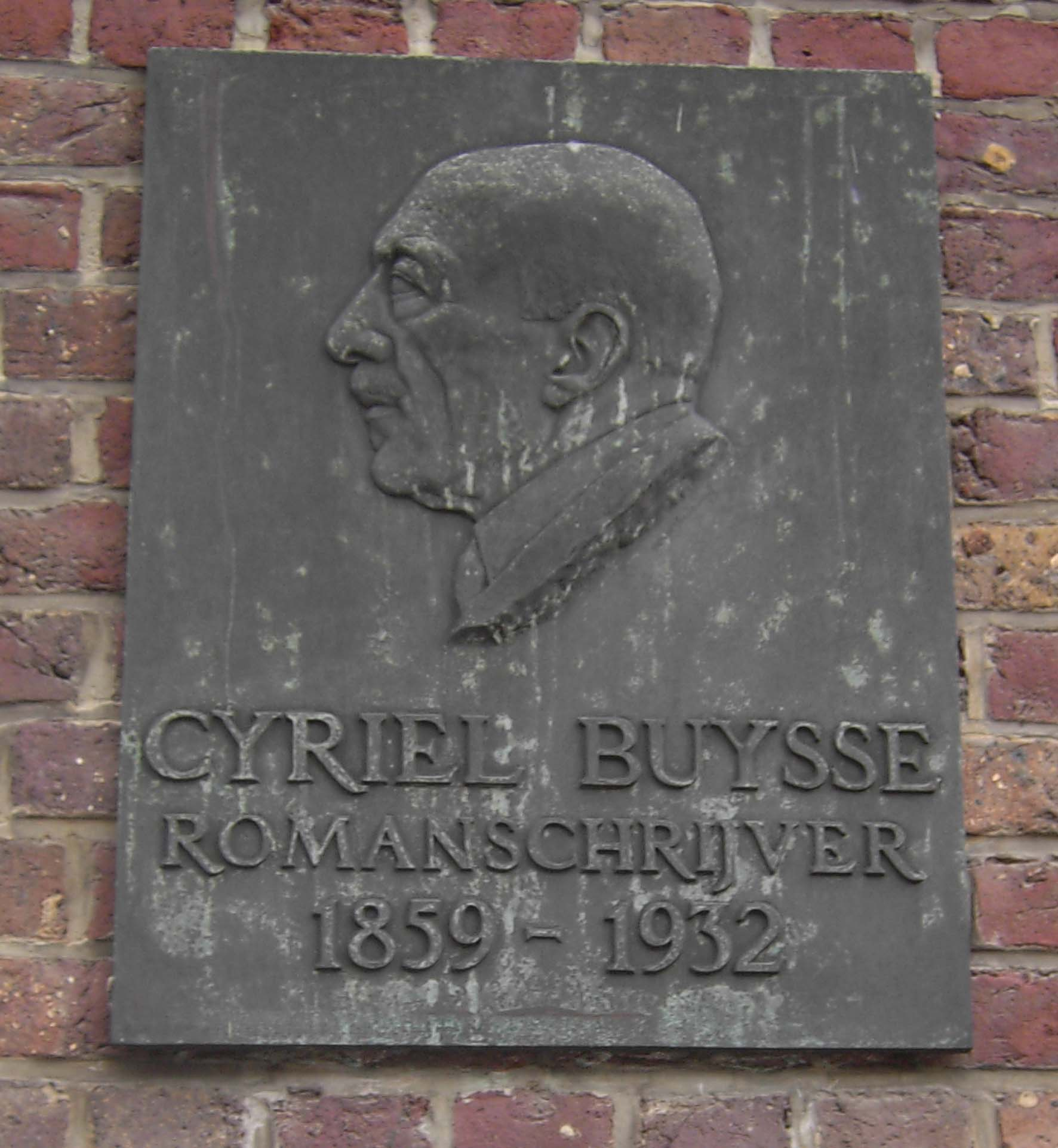
Gedenkplaat van Cyriel Buysse aan zijn voormalige woning in Nevele.

Buysse doorliep het atheneum in Gent en hielp zo nu en dan in de cichoreifabriek van zijn vader, die wilde dat hij de fabriek zou overnemen. Op aanraden van zijn tante Virginie Loveling begon hij op zijn zesentwintigste te schrijven. Hij maakte enkele zakenreizen naar de Verenigde Staten (1886, 1891, 1892 en 1893), mogelijk met de intentie om er permanent te blijven en een cichoreifabriek te stichten. Deze reizen inspireerden hem jaren later tot Twee werelden (1931).

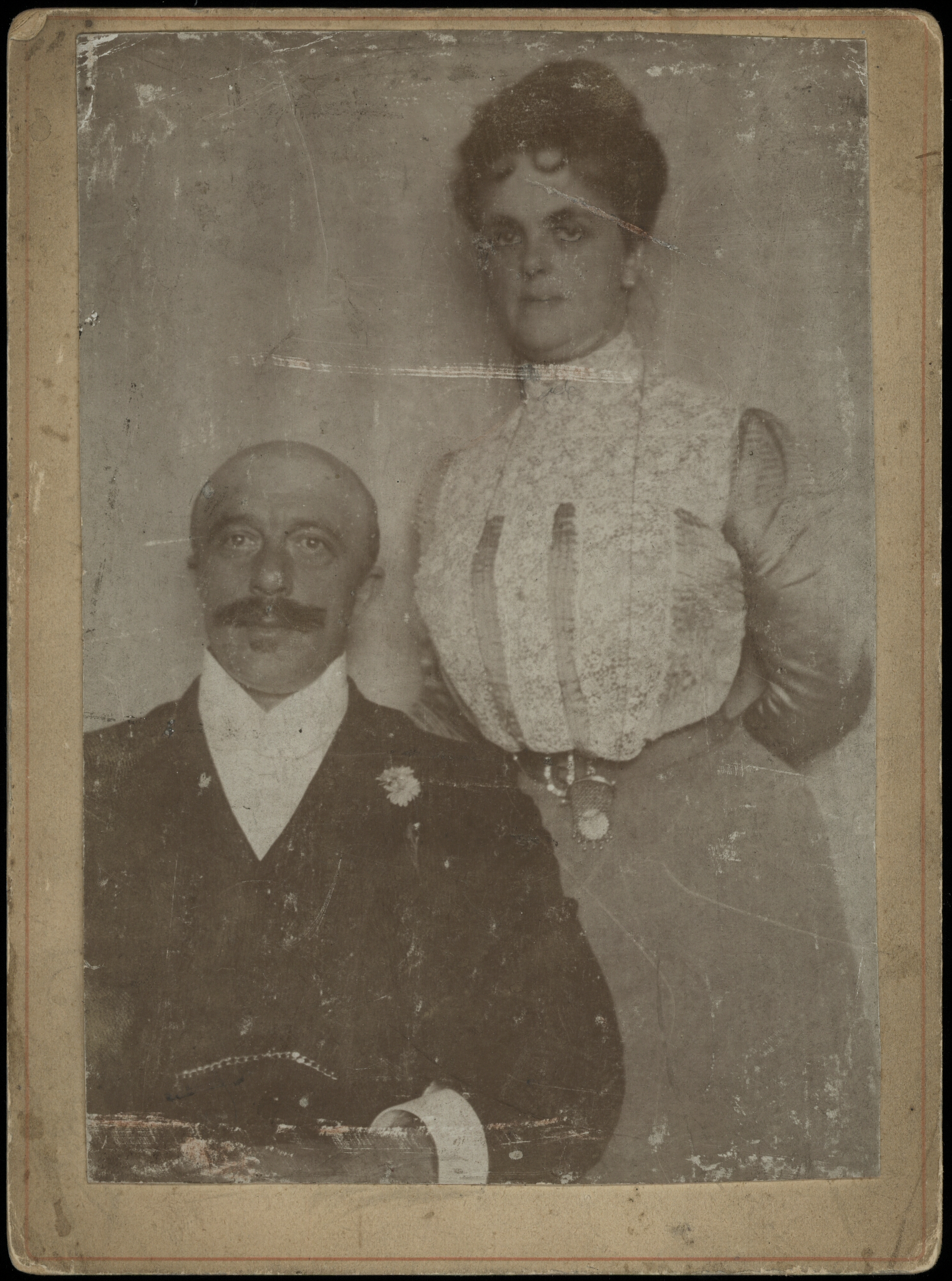
Cyriel Buysse en Nelly Dyserinck

In 1893 was hij medestichter van Van Nu en Straks. Het was de tijd dat hij ontgoocheld was geworden over het gebrek aan succes dat zijn publicaties ondervonden. Hij keerde zich tevens tegen de Vlaamse Beweging en de flaminganten. Hij verhoopte meer gehoor te vinden in Nederland en vertoefde vaak in Den Haag. Hij leerde er de Nederlandse weduwe Nelly Dyserinck kennen en op 1 oktober 1896 trouwden ze. Tot in 1899 bleef het paar in Den Haag wonen, waar hun zoon René geboren werd. Nadien bracht hij regelmatig de winters in deze stad door, evenals de oorlogstijd 1914-1918. 
In 1903 stichtte hij in Den Haag het literaire maandblad Groot Nederland, samen met Louis Couperus en Willem Gerard van Nouhuys. 
Vanaf 1900 bracht Buysse met zijn vrouw en zijn zoon enkele maanden per jaar in Vlaanderen door, vooral in Afsnee. Daar huurde hij het landhuis Daerupt dat hij La Maison Rose noemde. In 1911 kocht hij de Molenberg achter de kerk van Deurle en liet er een paalwoning bouwen, waar hij jarenlang woonde.
Hij werd gezien als naturalistisch schrijver (Het recht van de sterkste en De Biezenstekker) met als voorbeeld de Franse schrijvers Émile Zola en Guy de Maupassant. Het toneelstuk Het gezin Van Paemel is een van zijn bekendste werken en wordt nog geregeld opgevoerd door allerlei gezelschappen. Zijn latere werk is realistischer en heeft soms een satirische of ironische toon.
Zijn werk schokte de Vlaamse goegemeente en werd veelal negatief onthaald. Pas op latere leeftijd vond hij erkenning. In 1921 ontving hij de Staatsprijs voor Vlaams verhalend proza, die hem in 1918 was toegekend voor zijn werk in de periode 1915-1917.

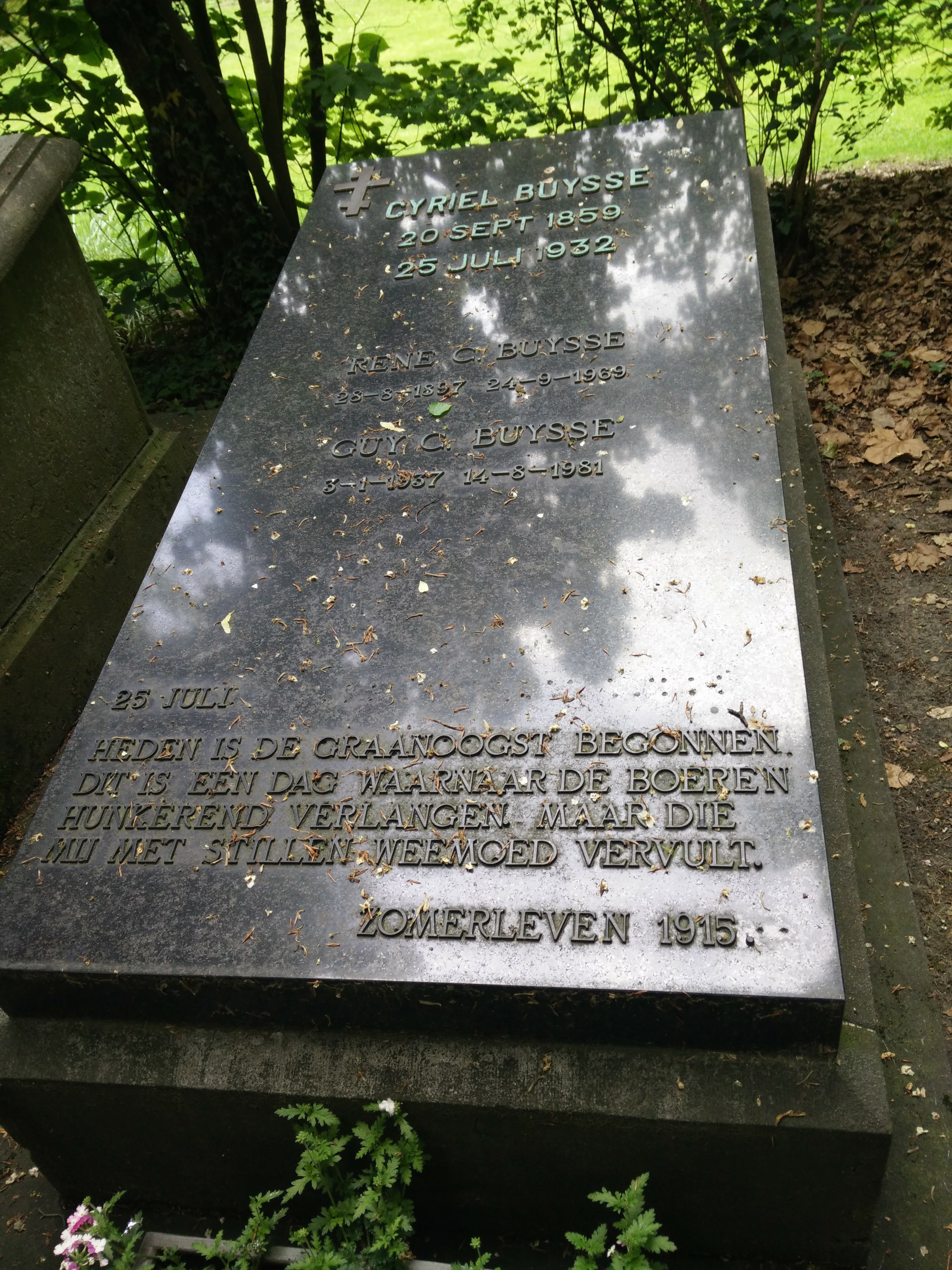
Graf van Cyriel Buysse op de Westerbegraafplaats in Gent.

In 1930 werd hij lid van de Koninklijke Vlaamsche Academie voor Taal- en Letterkunde. Op 21 juli 1932 werd hij verheven in de adelstand met de titel baron, overdraagbaar bij eerstgeboorte. Maar omdat hij vier dagen daarna overleed kon hij de adelbrief niet lichten, en de adelverheffing en de titel gingen dan ook niet door. 
In plaats daarvan werd de titel barones op 9 oktober 1934 verleend aan zijn weduwe Nelly Dyserinck, met devolutie van de titel op hun enige zoon, die van zijn kant op zelfde datum in de Belgische adel werd opgenomen. Buysse, die al langer ziekelijk was, overleed aan een beroerte in zijn buitenverblijf, het landhuis Daerupt, naast de kerk van Afsnee. Hij werd begraven op de Westerbegraafplaats in Gent.
De in 2005 aangeboden biografie Het leven, niets dan het leven. Cyriel Buysse en zijn tijd. van Joris van Parys werd bekroond met de ABN AMRO Bank Prijs voor het beste non-fictieboek.

## Bibliografie

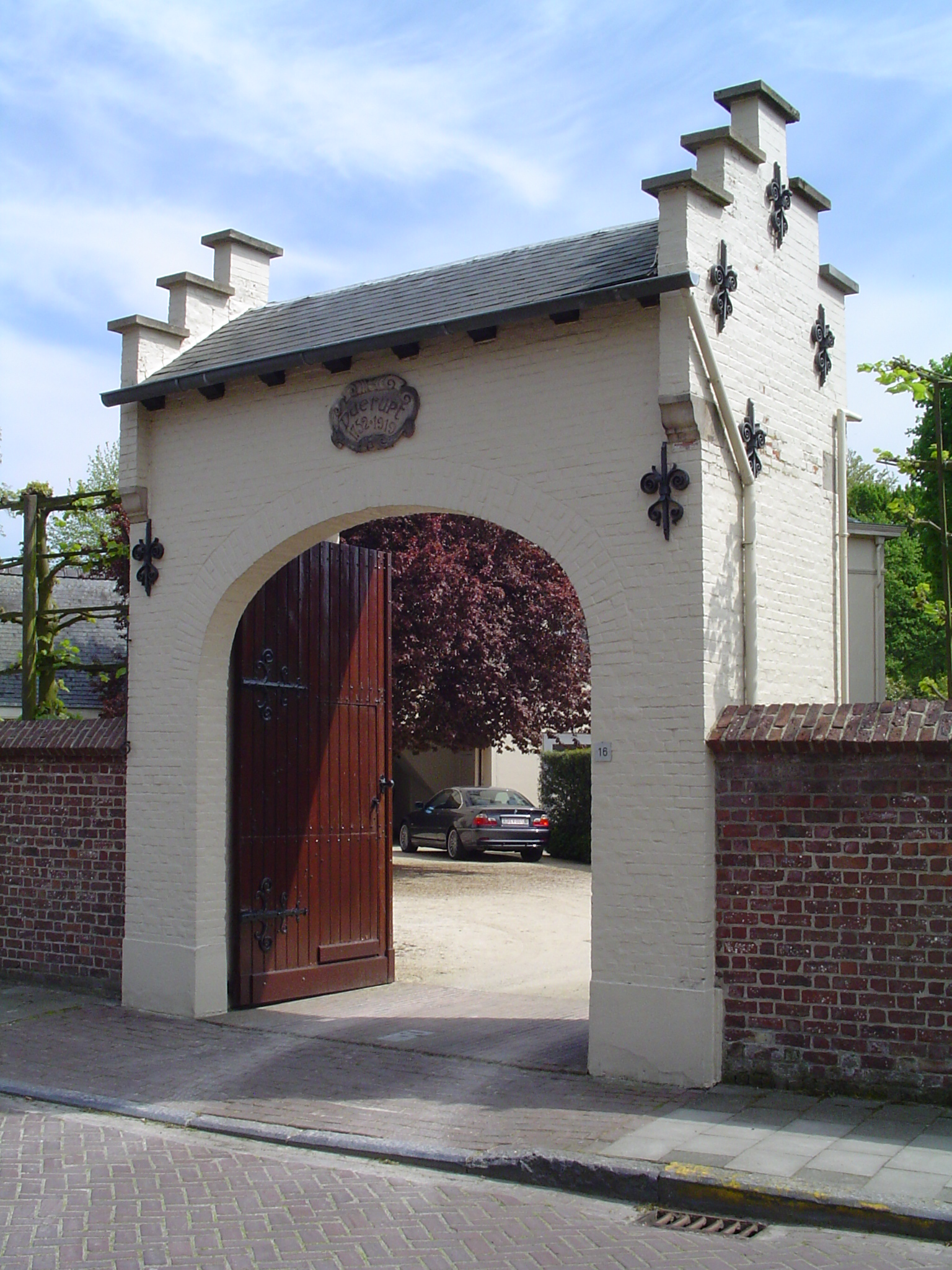
Kasteel Daerupt oftewel La Maison Rose te Afsnee (buitenverblijf en plaats van overlijden Cyriel Buysse)

### Proza
- Broeder en Zuster (1886)
- Guustje en Zieneken (1887)
- Twee herinneringen uit Amerika (1888)
- Beter laat dan nooit (1891)
- Het huwelijk van neef Perseyn (1893)
- Het recht van den sterkste (roman 1893)
- De biezenstekker (1894)
- Sursum corda! (1894)
- Wroeging (1895)
- Mea culpa (1896)
- Op 't Blauwhuis (roman 1897)
- De zwarte kost (1898)
- Schoppenboer (roman 1898)
- Uit Vlaanderen (bundel 1899)
- Te lande (bundel 1900)
- Een Leeuw van Vlaanderen (1900)
- Van arme menschen (1901)
- Daarna (1903)
- Aan 't strand (1903)
- Tusschen Leie en Schelde (bundel 1904)
- In de natuur (bundel 1905)
- Het leven van Rozeke van Dalen (roman 1905)
- Het verdriet van meneer Ongena (1906)
- 't Bolleken (roman 1906)
- Lente (bundel 1907)
- Het volle leven (roman 1908)
- Ik Herinner mij (bundel 1909)
- De eenzame (1909)
- Het "ezelken", wat niet vergeten was (roman 1910)
- De vroolijke tocht (reisverhaal 1911)
- Stemmingen (bundel 1911)
- Levensleer (roman met Virginie Loveling) (1911)
- De nachtelijke aanranding (roman 1912)

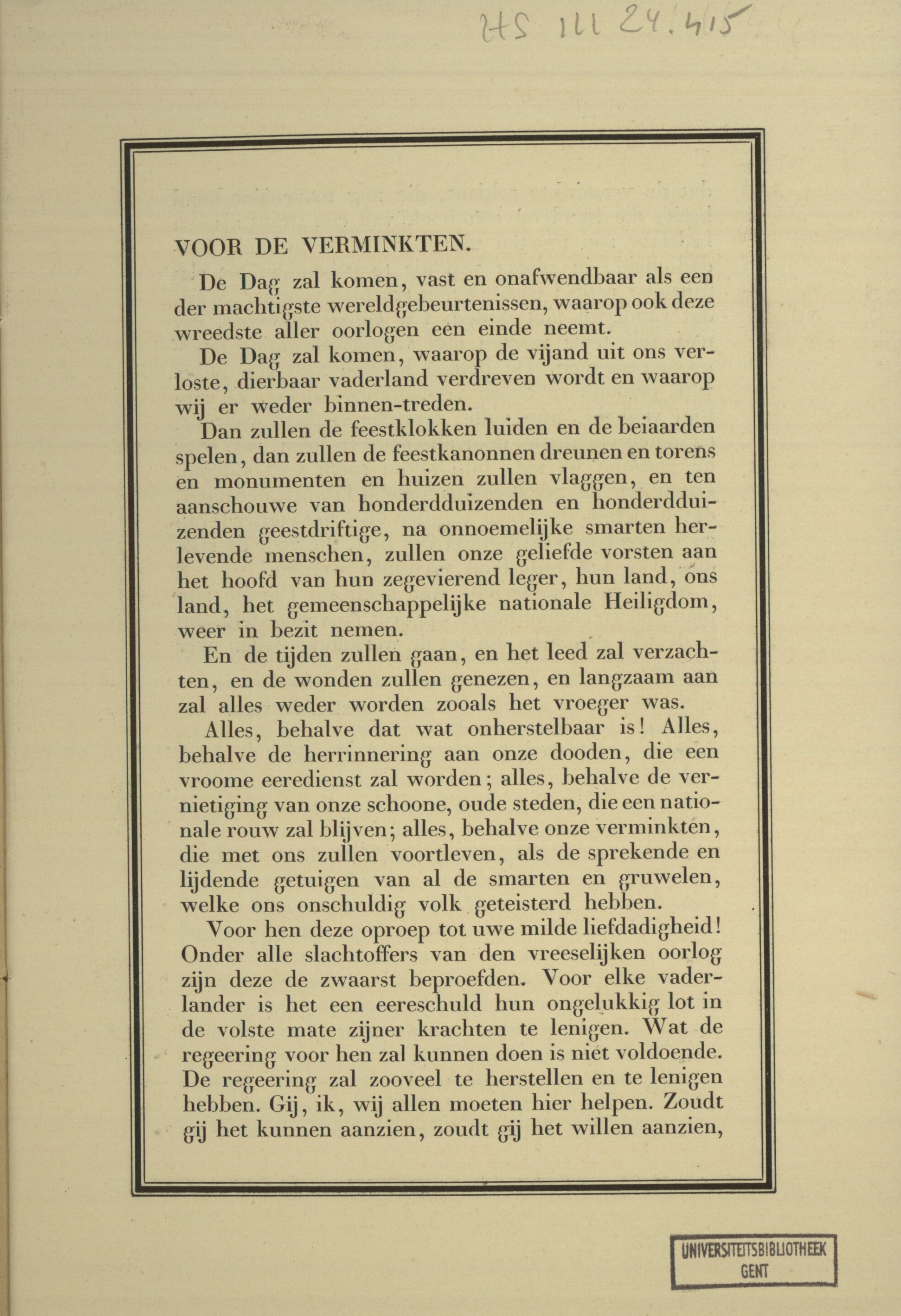
Fragment uit het boek "Voor de verminkten". Geschreven door Cyriel Buysse in het begin van de 20ste eeuw.

- Fragment uit het boek "Voor de verminkten". Geschreven door Cyriel Buysse in het begin van de 20ste eeuw.[3]Le Sou du mutilé - Voor de verminkten (1910's)
- Per auto (reisverhaal 1913)
- Van hoog en laag (roman 1913)
- Oorlogsvizioenen (bundel 1915)
- Zomerleven (1915)
- Een vroolijk drietal (bundel 1916)
- Van een verloren zomer (1917)
- De roman van den schaatsenrijder (1918)
- De strijd (1918)
- De twee pony's (bundel 1919)
- Plus-que-parfait (roman 1919)
- Zooals het was... (roman 1921)
- Uit de bron (bundel 1922)
- De Laatste Ronde (reisverhaal 1923)
- Tantes (roman 1924)
- Typen (1925)
- Uleken (roman 1926)
- Kerels (bundel 1927)
- Dierenliefde (bundel 1928)
- De schandpaal (roman 1928)
- Wat wij in Spanje en Marokko zagen (bundel 1929)
- Uit het leven (bundel 1930)
- Twee werelden (1931)
- Rivièra-impressies (reisverhaal 1932)
- Verzameld werk (7 delen) (1974-1982)

### Toneel
- De plaatsvervangende vrederechter (1895)
- Driekoningenavond (1899)
- Maria (1900)
- Het gezin Van Paemel (1902)[4]
- De landverhuizers (1904)
- De sociale misdaad (1904)
- Se non è vero... (1905)
- Het recht (1908)
- Sususususut (1921)
- Jan Bron (1921)
- Lente
- Andere Tijden een lang ongekend en onuitgegeven vervolg op Het Gezin Van Paemel (±1920)

### Adaptaties
- Het gezin van Paemel werd in 1986 voor televisie verfilmd door regisseur Paul Cammermans. Het scenario was mede geschreven door Hugo Claus en Jan Blokker.
- 't Bolleken werd in 1988 voor televisie verfilmd door regisseur Marc Didden met Johan Leysen als meneer Vital en Antje De Boeck als Eleken.
- De vroolijke tocht was de inspiratiebron voor de gelijknamige Klara-radiodocumentaire uit 2011, waarin Michiel Hendryckx 100 jaar na Buysse dezelfde autoreis door Frankrijk maakte.